# Manuel Arturo Odría Amoretti

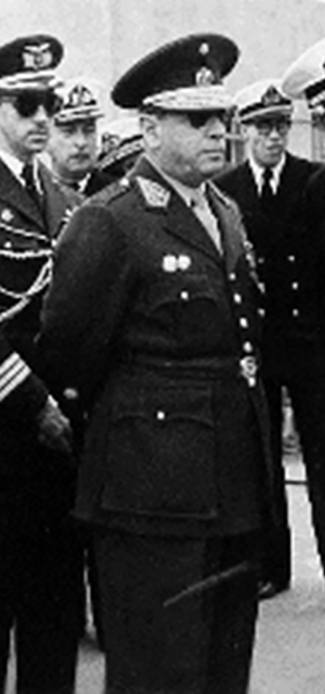
Manuel Apolinario Odría Amoretti

Manuel Arturo Odría Amoretti (* 26. November 1897 in Tarma; † 18. Februar 1974 in Lima) war ein peruanischer General und Politiker, und zwischen 1948 und 1956 an der Spitze einer Militärregierung Präsident Perus.

## Leben
Odría wurde in Tarma, einer Stadt in den Zentralanden östlich Limas (Region Junín) geboren. Er erlangte 1915 als Bester seiner Klasse den Abschluss der Militärschule von Chorrillos. Es war als Oberstleutnant des Heeres einer der „Helden des Krieges mit Ecuador“ 1941, in dem Peru weite umstrittene Gebiete in der Amazonas-Region eroberte. Danach stieg er in kurzer Zeit zum General auf.
Im Jahre 1945 wurde José Luis Bustamante y Rivero mit Unterstützung der APRA peruanischer Präsident. Danach kam es zu Unstimmigkeiten zwischen Bustamante und Víctor Raúl Haya de la Torre, dem Gründer der APRA. Der Präsident löste sein aus APRA-Mitgliedern bestehendes Kabinett auf und ersetzte es durch eine Regierung, die mehrheitlich aus Militärpersonen bestand. Odría, ein entschiedener Gegner der APRA, wurde Minister für Regierung und Polizei. 1948 drängten Odría und andere rechtsgerichtete Kräfte Präsident Bustamante, die APRA zu verbieten. Als der Präsident sich weigerte, trat Odría von seinem Kabinettsposten zurück. Am 29. Oktober 1948 übernahm er durch einen Militärputsch selbst die Macht im Staate.

### Präsidentschaft
Die Regierungszeit Odrías ähnelte der Ära von Juan Domingo Perón in Argentinien. Odría bekämpfte vor allem die APRA, womit er vor allem der Oligarchie und der peruanischen Rechten einen Gefallen tat, aber wie Perón verfolgte er einen stark populistischen Kurs, was ihm Gefolgschaft bei den Armen und der Unterschicht einbrachte. Eine wirtschaftliche Blütezeit ermöglichte ihm, soziale Wohltaten zu verteilen. Gleichzeitig wurden jedoch die Bürgerrechte massiv eingeschränkt, und unter seiner Regierungszeit herrschte Korruption. 1950 übergab Odría das Präsidentenamt für kurze Zeit formal an Zenón Noriega Agüero, um sich selbst als einziger Kandidat bei Präsidentschaftswahlen vom Volk bestätigen zu lassen.
Im Lande herrschte die Befürchtung, seine Regierung werde die Macht niemals abgeben; daher überraschte seine Ankündigung, 1956 allgemeine Wahlen abhalten zu lassen, bei denen er nicht als Präsidentschaftskandidat antreten werde. Bei der Wahl kam der frühere Präsident Manuel Prado y Ugarteche erneut ins Amt.

### Die Zeit nach 1956
Bei den nächsten Präsidentschaftswahlen im Jahr 1962 hingegen trat Odría als Kandidat der Rechten an. Laut dem offiziellen Endergebnis, das allerdings durch Fälschungsvorwürfe überschattet war, wurde Odría mit 28 % der Stimmen Dritter hinter Víctor Raúl Haya de la Torre und Fernando Belaúnde Terry, jedoch erreichte keiner der Kandidaten das in der Verfassung vorgesehene Minimum eines Drittels der Stimmen für eine erfolgreiche Wahl, und die Entscheidung über den Präsidenten oblag dem peruanischen Kongress. Es schien, dass Odría aufgrund eines Paktes mit Haya de la Torre zum Präsidenten gewählt würde, doch kam der General Ricardo Pérez Godoy der Wahl mit einem Staatsstreich zuvor und übernahm die Macht mit dem Ziel, Neuwahlen herbeizuführen. Diese fanden 1963 statt; Odría wurde mit 26 % der Stimmen wiederum Dritter; Belaúnde Terry gewann mit 39 % und wurde neuer Präsident.
Während der Regierungszeit Belaúndes bildeten Odría und Haya de la Torre im Parlament eine Allianz, die Koalition aus APRA und UNO; Belaúnde musste vielfach politische Zugeständnisse machen. Nach der Absetzung Belaúndes durch einen Militärputsch 1968 zog sich Odría aus dem politischen Leben Perus weitgehend zurück.
Manuel Odría starb am 18. Februar 1974 in Lima und wurde, seinem Wunsch entsprechend, in der Kathedrale seiner Geburtsstadt beigesetzt.

### Auszeichnungen (Auswahl)
- 1949: Orden Karls III.
- 1953: Sonderstufe des Großkreuzes des Verdienstordens der Bundesrepublik Deutschland

| Personendaten    | Personendaten                      |
| ---------------- | ---------------------------------- |
| NAME             | Odría Amoretti, Manuel Arturo      |
| ALTERNATIVNAMEN  | Odría, Manuel A.                   |
| KURZBESCHREIBUNG | Militärherrscher Perus (1948–1956) |
| GEBURTSDATUM     | 26. November 1897                  |
| GEBURTSORT       | Tarma, Peru                        |
| STERBEDATUM      | 18. Februar 1974                   |
| STERBEORT        | Lima                               |